# Коджаеліспор
«Коджаеліспор» (тур. Kocaelispor Kulübü) — турецький футбольний клуб з міста Ізміт, провінція Коджаелі. Заснований в 1966 році, виступав в турецькій Суперлізі. Офіційна назва - «Клуб Коджаелі».

## Досягнення
- Кубок Туреччини

Переможець (2) 1997, 2002
- Перша ліга Туреччини

Переможець (1) 2008

## Виступи в єврокубках
Кубок кубків:
| Сезон   | Раунд | Клуб              | Вдома | На виїзді | В сукупності |
| ------- | ----- | ----------------- | ----- | --------- | ------------ |
| 1997–98 | 1Р    | Націонал Бухарест | 2–0   | 1–0       | 3–0          |
| 1997–98 | 2Р    | Локомотив Москва  | 0–0   | 1–2       | 1–2          |

Кубок УЄФА/Ліга Європи:
| Сезон   | Раунд | Клуб             | Вдома | На виїзді | В сукупності |
| ------- | ----- | ---------------- | ----- | --------- | ------------ |
| 1993–94 | 1Р    | Спортінг Лісабон | 0–0   | 0–2       | 0–2          |
| 2002–03 | 1Р    | Ференцварош      | 0–1   | 0–4       | 0–5          |

Кубок Інтертото:
| Сезон | Раунд    | Клуб       | Вдома | На виїзді | В сукупності |
| ----- | -------- | ---------- | ----- | --------- | ------------ |
| 1996  | Група 11 | ЦСКА Софія | 1–3   | Н/Д       | 4-е місце    |
| 1996  | Група 11 | Страсбур   | Н/Д   | 1–1       | 4-е місце    |
| 1996  | Група 11 | Гіберніанс | 5–3   | Н/Д       | 4-е місце    |
| 1996  | Група 11 | Уралмаш    | Н/Д   | 0–2       | 4-е місце    |
| 1999  | 2Р       | Вентспілс  | 2–0   | 1–1       | 3–1          |
| 1999  | 3Р       | Дуйсбург   | 0–3   | 0–0       | 0–3          |
| 2000  | 1Р       | Атлантас   | 0–1   | 1–0       | 1–1, 4–5 (п) |

## Відомі гравці
- Рашад Садигов
- Здравко Лазаров
- Предраг Пажин
- Самір Муратович
- Жуліо Сезар Мендес Морейра
- Кваме Аю
- Заза Джанашія
- В'ячеслав Камольцев
- Думітру Стингачу
- Душан Анджелкович
- Лука Жинко
- /  Тайлан Айдоган
- /  Роман Домбровський
- Угур Борал
- Толга Сейхан
- Володимир Мацігура

## Колишні тренери
- Йилмаз Вурал
- Енгін Іпекоглу
- Фуат Яман
- Гювенч Куртар
- Хікмет Караман
- Мустафа Денізлі
- Гольгер Осієк